# Músculo nasal
El músculo nasal (musculus nasalis) es un músculo de la cara que se encuentra en la parte lateral de la nariz.

## Descripción
El músculo nasal está constituido por 2 secciones que constituyen al músculo:
- Porción transversa: Surge del maxilar por arriba y lateralmente de la fosa incisiva; yendo desde la aponeurosis de la línea media del dorso nasal hasta la parte en donde se hallan los colmillos, el cual sube cuando se retrae.[1]

- Porción alar: Igual que su contraparte, se origina en el dorso de la nariz, dirigiéndose hacia los incisivos laterales superiores y los cartílagos alares mayores.[1]